# Samádhi
Samádhi (v dévanágarí समाधि) je pálíjské i sanskrtské slovo označující buddhistickou a hinduistickou meditační praxi rozvoje soustředění. Doslova přeloženo znamená „připevnění“, „ukotvení“ mysli na jeden objekt.

## Samádhi v buddhismu
V buddhismu je samádhi první ze dvou forem kultivace mysli. Jejím cílem je uklidnění mysli (samathá) a její zaostření (ekaggata), které pak umožní intuitivní vhled do pravé podoby skutečnosti.
Buddha doporučoval 40 vhodných objektů meditace (kammathána), z nichž nejoblíbenější jsou vědomé dýchání (ánápána) a čtyři Vznešená prodlévání.
Rozvoj soustředění vede postupně k hlubším meditačním ponorům, tzv. džhánám. Jejich dosažení zabraňují tzv. mentální překážky (nívarana), které zatemňují naše vnímání. Jsou to:
- smyslová touha (kámaččhanda)
- nenávist, antipatie (vijápáda, dosa)
- strnulost a malátnost (thína-middha)
- nepokoj a výčitky svědomí (uddhačča-kukkučča)
- skeptické pochyby (vičikiččhá)

Jejich potlačení během meditace je pouze dočasné. Trvale dochází k jejich zániku dosažením čtyř Nadsvětských stezek.
Tyto meditační praktiky mají svůj původ v brahmánském védském náboženství, rozšířeném v Indii v době Buddhova života, a byly převzaty i řadou dalších náboženství a spirituálních hnutí. Rozvinuly se také nezávisle např. v islámském súfismu. Na rozdíl od meditačního rozvoje vhledu nejsou tedy výhradním majetkem buddhismu.
Samádhi (koncentrace) je také jednou z mentálních formací neoddělitelně spjatých s každým okamžikem vědomí, i když má obvykle jen slabou intenzitu.

## Samádhi v hinduismu
V hinduismu je, na rozdíl od buddhismu, samádhi nejvyšším stavem mysli. Většinou se tak označuje dočasná zkušenost dosažení absolutní skutečnosti (prožití jednoty átma a brahma, sjednocení s božstvem atd.). Pokud by zkušenost samádhi byla trvalá, jedna se o konečné vysvobození (mókša). Konkrétní obsah tohoto pojmu závisí na učení jednotlivých duchovních škol (některé nepředpokládají, že by se člověk mohl naprosto sjednotit s božstvím a samádhi je zde označením prožitku blaženosti z boží přítomnosti, případně zjevení se božstva (daršan)).

### Samádhi v józe
Jóga je jedním z šesti ortodoxních filosofických škol (daršanů) hinduismu. Podle Pataňdžaliho Samádhi páda 2 je jóga zastavení proměn mysli (jóga čittah vrittih nirodhah) a vysvětluje v Sádhana páda osm odvětví jógy (jógánga ánušthánád) závislých na stavu vědomí (džňánah díptih), které vedou ke sjednocení (vivékah khjátéh):
1. Jama – vývojem správného jednání – pravdivost (satja), nenásilnost (ahimsá), nesobeckost (astéja), mravnost (brahmačarja) a bezmajetnost (aparigraha)
2. Nijama – vývojem duchovních hodnot – čistota (šauča), soucit (santóša), askeze (tapas), studium véd (svadhjája), oddanost nejvyššímu pánu (íšvarapranidhana)
3. Ásana – vývojem držení těla (hatha jóga)
4. Pránájáma – vývojem vdechu, výdechu a zadržení dechu
5. Pratjáhára – vývojem nelpění na objektech smyslů
6. Dháraná – vývojem zaměření smyslů
7. Dhjána – vývojem meditace, neboli trvalá dháraná
8. Samádhi – vývojem transu (podle Jógasútry existuje několik druhů a způsobů jejich dosažení)

Poslední tři odvětví jsou podle M. Eliadeho tři větve jednoho stromu a všechny tři společně je možné považovat za zcela jinou techniku . Tuto podstatu vysvětluje Pataňdžali ve Vibhúti páda – vývoj schopností, kde nazývá techniku, společného praktikování dháraná, dhjána a samádhi termínem samjama.
Stav samádhi není pro jogína nějakou extází nebo naopak něčím jako hypnotický spánek. V tomto stavu zažívá jogín sebe sama bez rozlišujících hledisek (kalpana), předmět ukazuje svou skutečnou podstatu (svarúpa). Tento stav umožňuje poznání 'sebe sama' jinak než smyslovými vjemy .
Pataňdžali popisuje krok za krokem různé stavy vědomí na cestě k samádhi (Samádhi páda) 41 – 51:
- 41. Ztišená mysl je jako průzračný krystal, poznávající, proces poznávání a poznávané mají tu samou barvu (samápatti).
- 42. Vědomý zážitek (savitarka) je, když poznávající si je vědom jména, vlastností a složek poznávaného.
- 43. Vědomé ztotožnění (nirvitarka) je, když poznávající splyne s poznávaným a zůstává jenom vzpomínka bez zdroje.
- 44. Postupným zjemněním zážitku a ztotožnění (savičára a nirvicára) vznikne jiné vnímání objektu.
- 45. Jeho nejprvotnějším stadiem (alinga) je nejzjemnělejší vnímání objektu mimo vliv gun.
- 46. Toto je zážitek sama sebe v prvotním stadiu (sabídža samádhi).
- 47. Zážitek sama sebe v prvotním stadiu je naplněn blažeností (adhjátma prasádah).
- 48. Tam splyne vědomí jogína s nejvyšší pravdou (rtambhará).
- 49. Zření zjemnělým rozlišením je jiné než srovnávajícím intelektem atd., protože je neomezené.
- 50. Takto vzniklé dojmy vypudí všechny ostatní.
- 51. Vypuzením všech ostatních dojmů poznávající spočine v nirbídža samádhi.

Pokud světec zemře, mluví se o tzv. mahásamádhi (velkém samádhi). Také hrobky světců se označují jako samádhi. Předpokládá se, že okolí takovýchto hrobek má silné duchovní působení, a proto se často stávají cílem duchovních poutí.